# Gabriel Townsend
Pour les articles homonymes, voir Townsend.

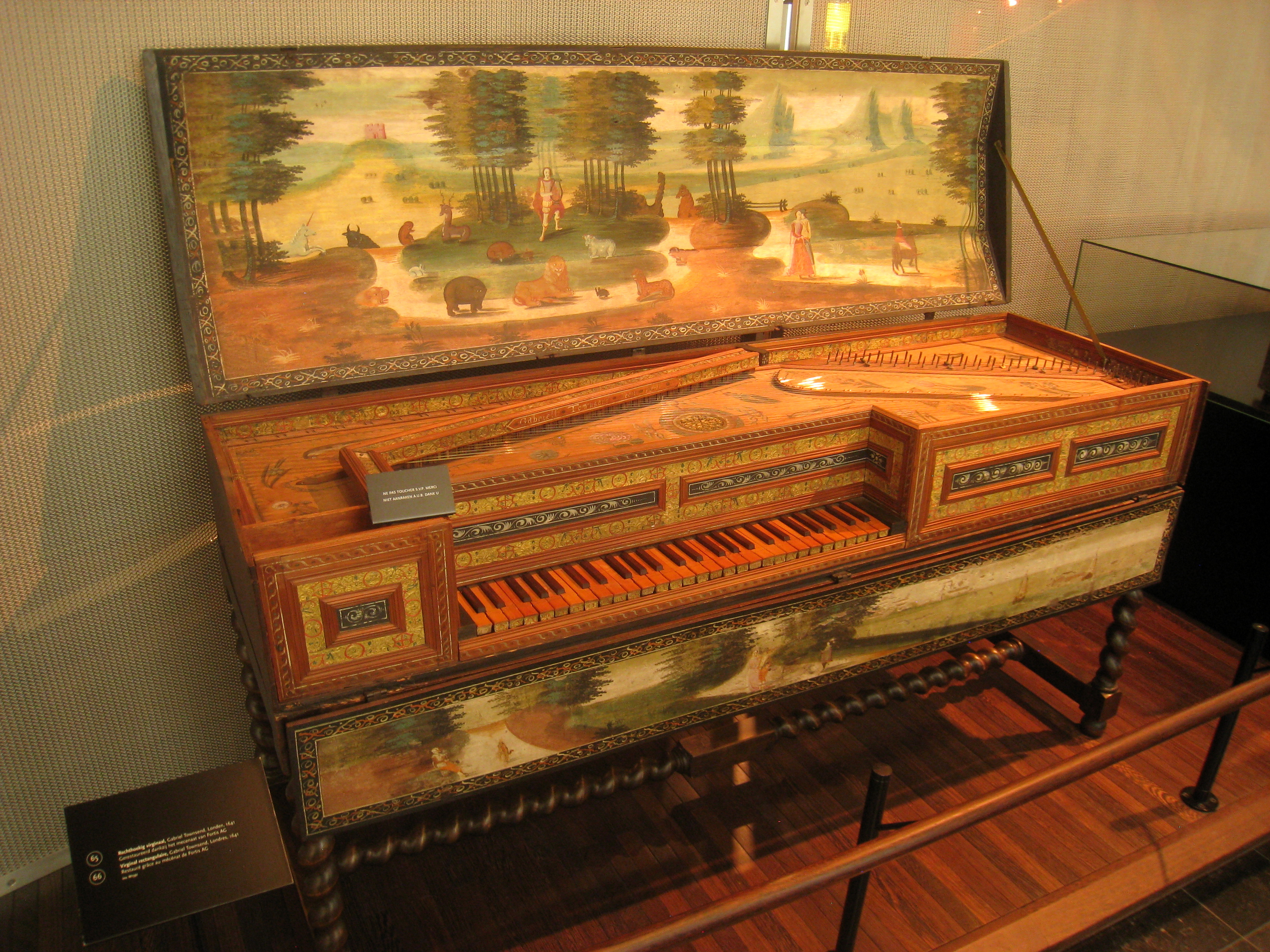
Virginal de Gabriel Townsend, Londres 1641
Bruxelles, Musée des Instruments de Musique

Gabriel Townsend est un facteur de virginals anglais du XVIIe siècle.
Il est né vers 1604, a été reçu comme membre de la Joiners' Company (société des menuisiers) de Londres en 1624/1625 puis admis comme maître par la même société en 1657/1658. Probablement mort vers 1662, il a eu parmi ses apprentis deux autres facteurs réputés : John Player et Stephen Keene également auteurs de virginals dans sa tradition.  
Il reste de sa production le plus ancien virginal typiquement anglais du XVIIe siècle, daté de 1641, qui a appartenu à la reine de Bohème Élisabeth Stuart (il porte les armes royales des Plantagenêts). Le couvercle est décoré d'une peinture d'Orphée charmant les animaux.
Il est aujourd'hui conservé au Musée des instruments de musique de Bruxelles.